# 基沃
基沃（德語：Kieve，德語發音：[ˈkiːvə]）是德国梅克伦堡-前波美拉尼亚州的一个市镇，隶属于梅克伦堡湖区县。总面积为15.52平方千米，截至2023年12月31日总人口为141人。